# (34896) 2117 P-L
2117 P-L (asteroide 34896) é um asteroide da cintura principal. Possui uma excentricidade de 0.07975590 e uma inclinação de 1.21245º.
Este asteroide foi descoberto no dia 24 de setembro de 1960 por Cornelis Johannes van Houten e Ingrid van Houten-Groeneveld e Tom Gehrels em Palomar.